# 青柳肇
青柳 肇（あおやぎ はじめ、1965年9月 - ）は、日本の防衛官僚。防衛装備庁長官。東京都出身。

## 人物
東京都出身。早稲田高等学校を経て、早稲田大学法学部卒業。

## 略歴
- 1989年：防衛庁入庁　長官官房総務課
- 2008年：大臣官房秘書課付（英国防大学）
- 2009年：大臣官房企画評価課企画調整官
- 2010年：防衛政策局防衛計画課組織計画官
- 2011年：防衛政策局防衛計画課長
- 2012年：大臣官房企画評価課長
- 2014年：大臣官房秘書課長
- 2017年：大臣官房報道官
- 2019年：防衛装備庁装備政策部長
- 2021年：内閣官房内閣審議官（内閣官房副長官補付）[3]
- 2023年：防衛省整備計画局長[1]
- 2025年：防衛装備庁長官[4]